# 伊原康隆
伊原 康隆（いはら やすたか、1938年5月13日 - ）は、日本の数学者。中央大学21世紀COE教授。東京大学名誉教授、京都大学名誉教授。専門は整数論で多くの業績を上げている。

## 来歴・人物
東京都出身。父は大蔵省理財局長や横浜銀行頭取を歴任した伊原隆。都立日比谷高校を経て、1961年東京大学理学部数学科卒業。1963年同大学院修士課程修了。1967年理学博士。
1976年東大教授を経て、1989年京都大学数理解析研究所教授、2002年退官。ICM (kyoto, 1990) では plenary speaker、ICM (Beijing, 2002) ではフィールズ賞選考委員。

## 業績
- 関数体上の非可換類体論
- pro-{\displaystyle l} 基本群のガロワ表現
- ICM (Kyoto,1990) で Braids, Galois groups and some arithmetic functions. と題した講演を行い、エドワード・ウィッテンをひっくり返るほど驚かせた。
- Sp(4) とそのコンパクト・ツイスト上の保型形式の対応 : ラングランズ予想の特殊な場合だが、この予想が出る10年(?)ほど前の着想
- 合同モノドロミー：標数pの有限体上の代数曲線のある種のガロア被覆全体をp進体上の PSL(2) と実数体上の PSL(2) の直積の離散部分群で記述する理論。
- 伊原のゼータ函数
- 学位論文において、ヴェイユ予想からラマヌジャン予想を導いた：佐藤幹夫の計算だけでは十分ではなく、久賀道郎とともに本質的アイディアを出した
- 代数曲線の基本群への有理数体のガロア群の作用 : 遠アーベル幾何の一部で、いち早く {\displaystyle l}-進定式化を行いヤコビ和との関連など業績を上げた。
- 数の微分：出題者はアーベル?アイゼンシュタイン?
- セールの本の元ネタ：{\displaystyle PSL_{2}(Q_{p})} の構造を組合せ論的に考察。これはセールの本の元になっている。

弟子も多く、伊吹山知義（阪大教授）、織田孝幸（東大教授）、加藤和也（京大教授）、斎藤秀司（東大教授）、斎藤毅（東大教授）、金子昌信（九大教授）、橋本喜一朗（早大教授）等がいる。

## 受賞歴・叙勲・講演歴
- 1970年 - ICM招待講演[3]
- 1973年 - 日本数学会彌永賞：類体論の非アーベル化[4]
- 1990年 - ICM全体講演[3]
- 1998年 - 日本学士院日本学士院賞：数論の研究[5]
- 2013年 - 瑞宝中綬章
- 2023年 - 日本数学会小平邦彦賞[6]

## 著作
- 「志学数学」シュプリンガー・フェアラーク東京